# ダイビル (建築物)
ここではダイビル株式会社がかつて日本の大阪府大阪市北区中之島三丁目で運営していた貸事務所「ダイビル」の建築物であるダイビル本館ならびにダイビル新館について記す。旧称は大阪ビルヂングであるが、大阪商船ビルディングとも呼ばれた。

## 沿革
大阪商船会社が1884年（明治17年）に創業したのは、かつての大阪府下北区富島町14番地の地であった。それは業容の拡大によって狭隘になったので、会社は1918年（大正7年）、新社屋の用地として現：大阪府大阪市北区中之島三丁目6番32号（旧：大阪府大阪市北区宗是町1番地）にあった浪華倉庫の敷地を取得し、翌1920年（大正9年）臨時建築部門を設置した。会社は、その新社屋を自社用とするのみならず、余剰空間を貸室として一般社会の用に供する総合建物とすることを意図して、然るに当時社屋が求められていた宇治川電気会社ならびに日本電力会社との間において共同で建設する議が起り、1923年（大正12年）10月9日上記3社によって大阪ビルヂング（後に大阪建物と改称、現：ダイビル）会社が設立されるに至った。かくして1924年（大正13年）4月12日には地鎮祭執行の運びとなり、翌13日起工され、1925年（大正14年）9月17日、工費約350万円を費やして本館、西別館、北ガレージならびに大阪商船手荷物扱所とそれぞれ称された建物が竣工した。1926年（大正15年）5月には自動車庫の東ガレージが、同年6月には自転車庫の南車庫が増築された。
その後、新館の増築が計画され、1935年（昭和10年）12月1日起工の運びとなり、1936年（昭和11年）1月大阪商船手荷物扱所ならびに北ガレージが取り壊され、その跡地において1937年（昭和12年）7月31日竣工した。1938年（昭和13年）1月31日には東別館が増築され、同ガレージは新築された。
第二次世界大戦中においては、本館・新館ともに金属類回収令によって合計5台のエレベーターや空気調和設備をはじめとする各種設備が逐次供出された。1945年（昭和20年）3月に至っては防空構造建物を戦争に供する政策によって一部が接収され、大阪海軍軍需部の倉庫、中山製鋼所ならびに大阪金属工業の工場がそれぞれ地下1階から地上3階までに鎮座した。日本が敗戦した後の1945年（昭和20年）11月25日には8階・塔屋の一部を占領軍が接収し、1946年（昭和21年）5月15日にはさらに同階における接収部分が追加された。1952年（昭和27年）4月15日に接収解除されるまで女子将校宿舎・ホールの用に供された。この間、1947年（昭和22年）6月11日には、昭和天皇の行幸（昭和天皇の戦後巡幸）があった。
1953年（昭和28年）3月、西別館は地上3階建てに増築され、1990年（平成2年）6月取り壊された。東別館は1967年（昭和42年）1月16日取り壊された。
そしてダイビル会社、関西電力会社ならびに関電不動産会社の3社は「中之島三丁目共同開発」の一環として、本館・新館とも解体撤去のうえ超高層建物を建設する計画を発表した。これに対して日本建築学会は保存要望書を上記3会社に提出。ダイビルはこれに回答はしたが結果としていずれの会社にも聞き入れられず、2009年（平成21年）、会社はついにこれを取り壊した。
2013年3月に再築されたダイビル本館は低層部外観は旧ビルの部材を再利用して大部分復元しており、内部玄関ホール部分も旧ビルのものを復元している。新たな本館は、低層部からややセットバックした場所に超高層部を立ち上げた構造となっている。同年6月、ダイビル株式会社は本社をこの再築「ダイビル本館」に移した。

## 建築概要
ダイビル本館の設計は渡辺建築事務所で渡辺節が設計監督、製図主任は村野藤吾、構造設計は内藤多仲に委嘱された。本館は一般にネオロマネスク様式とされる。しかし「ロマネスク」の評価に値するのはその低層階部分に取り付けられたインドやインドシナを連想させる石造の装飾彫刻に限られ、これらは極めて印象は強いものの全体の性格を決定づけているとは言い難く、冷静に全体を眺めれば、大正15年という時代の中に在るまっとうなモダニズム建築とすべきである。ことに外壁の窓のプロポーションと配置は絶妙で村野の出世作「森五ビル」を想起させる。
北側1階外部ならびに玄関ファサードを飾る播磨産竜山石（たつやまいし）製の装飾彫刻は村野によるデザインとされる。なおこの製作に携わった石工の名は明らかとなってない。正面玄関のアーチ上には大国貞蔵作「鷲と少女の像」が鎮座した。
西別館は鉄筋コンクリート構造の地上2階建てにして建築面積222平方メートル、延床面積429平方メートルの規模があった。大阪商船手荷物扱所は本館東側にあった建物で、鉄筋コンクリート構造の平屋建てにして建築・延床面積131平方メートルの規模があった。
新館の設計も同事務所によるもの。東別館は鉄筋コンクリート構造の地上2階建てにして建築面積55平方メートル、延床面積133平方メートルの規模があった。

### 水難
1945年（昭和20年）9月18日に来襲した枕崎台風では本館の地下1階が浸水したため、1950年（昭和25年）には2度の防潮対策が施工された。しかし同年の9月3日に来襲したジェーン台風によって再び同館同階が浸水する被害を被った。そのため翌1951年（昭和26年）には防潮扉が設置され、その翌1952年（昭和27年）には回転扉が扉に取り替えられた上、1961年（昭和36年）6月には高潮対策の工事が施工された。然るに同年9月16日に来襲した第2室戸台風ではこうした対策も功を奏せず本館・新館とも地下1階が水没し、地上1階も一部が浸水する結果となったので、その対策として同年から翌年にかけてそれぞれ、本館・新館ともに1階北側の窓を鉄筋コンクリートで塞ぎ広告用の窓に置き換え、出入口に金庫風の扉を設置するなどの改造が加えられた。
このほか、昭和30年代に大阪で問題になった地盤沈下の影響も受けて1階部分がやや寸詰まりとなった。これら外観の改造、変化は、2013年（平成25年）の再築に際して旧態に復された。

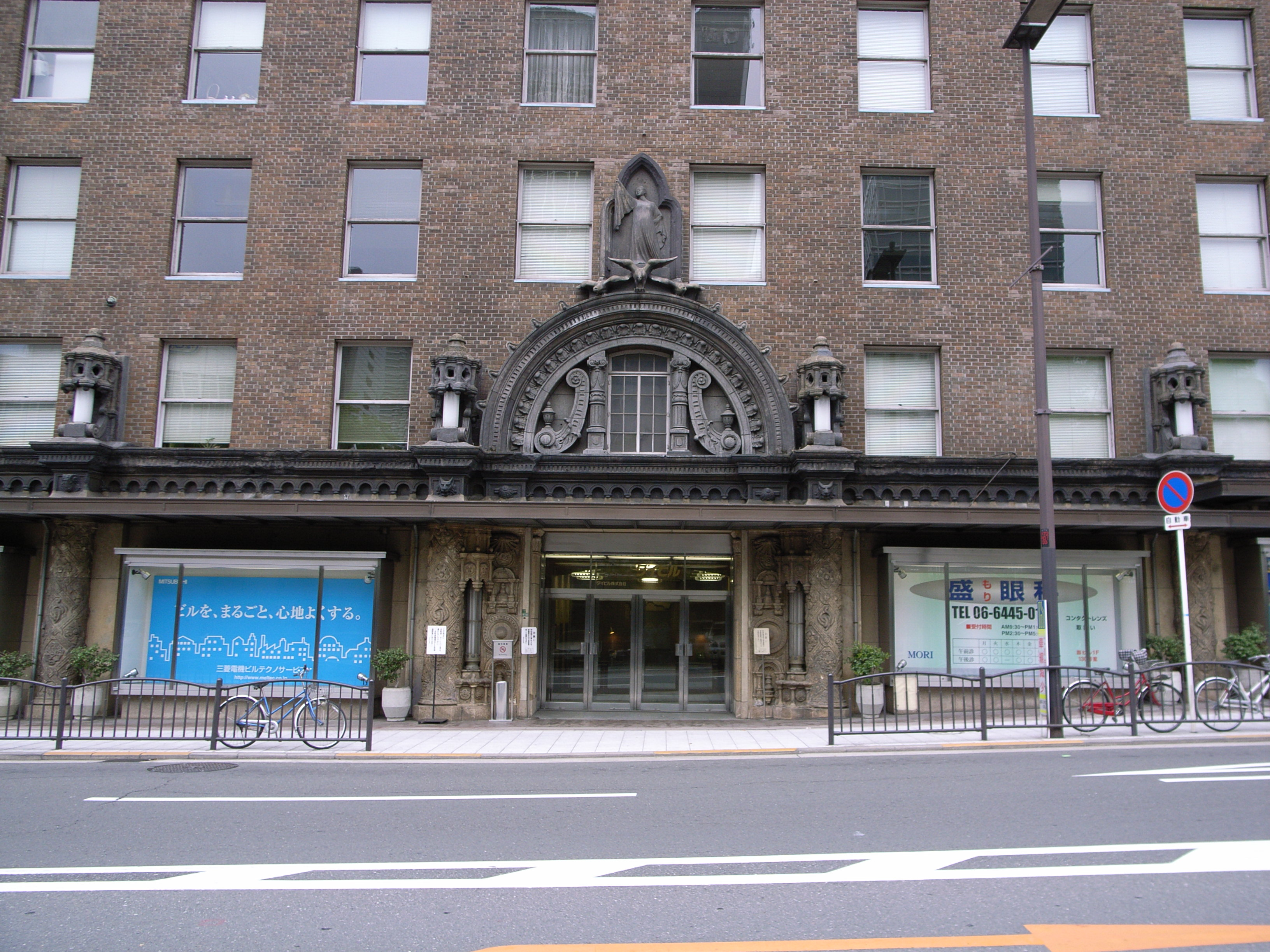
2006年（平成18年）本館正面玄関の景。

## 年表
- 1923年（大正12年）10月9日 - 株式会社大阪ビルヂング設立。
- 1925年（大正14年）9月17日 - 竣工し「大阪ビルヂング」と称される。
- 1937年（昭和12年）7月31日 - 新館増築。
- 1945年（昭和20年）
  - 9月18日 - 枕崎台風により浸水。
  - 10月22日 - 株式会社大阪ビルヂングは大阪建物株式会社に改称。
  - 11月25日 - 本館一部接収。
- 1946年（昭和21年）5月15日 - 本館接収部分追加。
- 1950年（昭和25年）9月3日 - ジェーン台風により浸水。
- 1952年（昭和27年）4月15日 - 接収解除。
- 1961年（昭和36年）9月16日 - 第2室戸台風により浸水。
- 1989年（昭和64年）1月1日 - 「大阪ビルヂング」は「ダイビル」に改称。
- 1992年（平成4年）1月1日 - 大阪建物株式会社はダイビル株式会社に改称。
- 2009年（平成21年） - 本館・新館ともに解体。
- 2013年（平成25年）3月 - ダイビル本館として建て替え完了。低層部にファザードが復元される。